# افسرده‌ماهی شاخدار
افسرده‌ماهی شاخدار (نام علمی: Citharichthys cornutus) نام یک گونه از سرده لکه‌ماهی است.